# シリコンバレー・ジャパン・プラットフォーム
シリコンバレー・ジャパン・プラットフォーム (英語：Silicon Valley Japan Platform, 通称SVJP) は、日本とシリコンバレーの「人脈」「テクノロジー」をつなぐことを目指して2016年に設立された非営利団体。招待制の会員コミュニティであり、日本とシリコンバレーを代表する会員企業の経営者や起業家同士が親密な信頼関係を構築し、連携を深められる機会を創出するため、コーポレート・プログラム、アントレプレナー・プログラムの2つの柱を軸にさまざまなイベントやプログラムを企画・運営している。

## 設立背景
これまで日米関係は政治の中心であるワシントンD.C.や、金融の中心であるニューヨークなどの米国東海岸地域を中心に形成されており、西海岸との関係性は希薄だった。こうした中で、シリコンバレーと日本の結びつきを強め、日本のデジタル化を推進すべきと考える日本の企業トップがシリコンバレーを訪問したことからSVJPの構想が生まれた。2015年春には、安倍首相（当時）のシリコンバレー公式訪問を実現し、これを契機に多くの日本企業がシリコンバレー事務所を開設する流れが生まれた。2016年夏、米国側である米日カウンシル、日本側であるアジア・パシフィック・イニシアティブ（現：国際文化会館）が共催する形で、SVJPが正式に設立され、東京とシリコンバレーに拠点が設置された。

## 活動内容

### コーポレート・プログラム
発足当初から活動の主軸となっている会員企業向けのプログラム。日米の技術連携を促進し、日本企業のデジタル化を加速することを目指す。代表的なイベントとして、リトリート、ジャパンフォーラム、エグゼクティブ・ラウンドテーブル、マンスリー Benkyokai など。
- リトリート

シリコンバレーにて開催 / シリコンバレーを訪問し、起業家、経営者、投資家、アカデミア、政府関係者など、様々な分野で活躍する現地の有識者と多角的に議論すると同時に、人的交流を深めるハイレベルな年次会合である。
- ジャパンフォーラム

東京にて開催 / シリコンバレーを中心に活躍する代表的な起業家や経営者などをゲストスピーカーとして招待。基調講演やパネルディスカッションの後には、レセプションの場を通じて交流機会を提供している。
- エグゼクティブ・ラウンドテーブル

東京にて開催 / シリコンバレーを中心に活躍する代表的な起業家や経営者などの来日に合わせ、プライベートな朝食会・昼食会を開催。事業内容、経営哲学、また日本に対する考察等を聞き、意見交換する。
- マンスリー Benkyokai

シリコンバレーにて開催 / シリコンバレーで活躍する起業家・投資家・学識経験者・政治家をスピーカーとして招き、参加者全員で議論や懇談を行うプログラム。SVJPのミッションに共感するシリコンバレーの若手起業家、ビジネスパーソン、ITエンジニア、研究者も「SVJPフェロー」として招き、スピーカーや会員との交流機会を提供している。

### アントレプレナー・プログラム
会員企業向けの「コーポレート・プログラム」に続き、SVJPの第二の柱として2018年から取り組み始めたプログラム。日米トップクラスのテックアントレプレナーのコミュニティー作りと、日本のスタートアップ企業のグローバル展開を支援することを目指す。代表的な取り組みとして、シリコンバレーへの挑戦、ジャパントリップなど。
- シリコンバレーへの挑戦

東京にて開催 / 世界最高峰のアクセラレータとして知られる Yコンビネータ (企業)をはじめ、グローバルに活躍する起業家や投資家などをスピーカーとして招き、グローバル展開を目指す日本発のスタートアップや起業家、その候補となる人材に対して力強いメッセージを発信すると同時に、シリコンバレー、ひいては世界のネットワークにつなげていくことを目指す起業家向けプログラム。
- ジャパントリップ

世界各地にて開催 / 日米において業界をリードするメンバーが集まり、伝統と革新をテーマとした “旅” を通じて次世代のアントレプレナーコミュニティを醸成することを目的としている。訪問先や旅の中での会話やディスカッションを重ねる毎に交流を深め、かけがえのない時間を共有することで、国境を越えた将来につながる強い絆を築く。

## 関係者

### 共同議長
- サイマ・ハサン（エボリューション 共同創設者）
- 間下直晃（ブイキューブ 創業者兼代表取締役社長 グループCEO）

### エグゼクティブ・コミッティー
- グレッグ・カルタビアーノ（HGGC オペレーティングパートナー）
- 藤井ダニエル（トラスト・キャピタル株式会社 代表取締役社長 兼 CEO）
- シャジール・ハサン（エボリューション 共同創設者）
- ジェームス比嘉（オフライン・ベンチャーズ 創設者兼マネージングパートナー）
- 神保謙 （慶應義塾大学総合政策学部教授 / 公益財団法人国際文化会館常務理事 / アジア・パシフィック・イニシアティブ(API) プレジデント）
- 御立尚資（京都大学経営管理大学院 特別教授）
- 佐藤輝英（BEENEXT Capital Management Pte. Ltd. ファウンダー＆CEO）
- 辻庸介（株式会社マネーフォワード 代表取締役社長 CEO）

### アドバイザー
- スコット・ベルスキー（英語: Scott Belsky）（Adobe CPO / Creative Cloud エグゼクティブ・バイスプレジデント）
- ビル・ブラッドリー（アレン＆カンパニー マネージング・ディレクター）
- ジョン・ディークマン（5AMベンチャーズ 創立パートナー）
- 藤森義明（CVCキャピタルパートナーズ 日本法人 最高顧問）
- 原研哉（デザイナー / 日本デザインセンター代表 / 武蔵野美術大学教授）
- 金出武雄（カーネギーメロン大学 ワイタカー冠全学教授）
- デビッド・M・ケリー（スタンフォード大学 ハッソ・プラットナー・デザイン研究所 (d.school) 創設者 / IDEO 創設者 兼 会長
- 北野宏明（工学博士 / ソニーコンピュータサイエンス研究所 代表取締役社長）
- 国谷裕子（キャスター / 国連食糧農業機関 <FAO> 親善大使）
- 久能祐子（ハルシオン創設者 兼 代表理事 / S&R財団 理事長 兼 CEO）
- スティーブ・ルッソ（英語: Stephen J. Luczo）（シーゲート・テクノロジー取締役会長 兼 CEO）
- ジョン・マエダ（ピュブリシス・サピエント EVP 兼 CXO）
- ヨーキー・マツオカ（パナソニック株式会社 常務執行役員）
- サンジェイ・メロトラ（英語: Sanjay Mehrotra）（マイクロンテクノロジー 社長 兼 CEO / サンディスク 共同創業者）
- 森川亮（C Channel株式会社 代表取締役）
- デイブ・モーリン（英語: Dave Morin）（スローベンチャーズ ファウンダー 兼 パートナー）
- 中西宏明（株式会社日立製作所 取締役会長 兼 執行役）
- 新浪剛史（サントリーホールディングス株式会社 代表取締役社長）
- ジョン・ルース（ジオでシック・キャピタル 創立パートナー / 元駐日米国大使）
- アリ・ロガーニ（英語: Ali Rowghani）（YC・コンティニュイティ CEO）
- ジョン・W・トンプソン（英語: John W. Thompson）（マイクロソフト 会長）
- ジェリー・ヤン（Yahoo! 共同創業者 / AMEクラウドベンチャーズ設立 パートナー）
- ポール・ヨック（スタンフォード大学 バイオデザイン創設者 ディレクター / 医学部・機械工学部 教授）

### コーチェアエメリタス
- ダニエル・オキモト（英語: Daniel Okimoto）（スタンフォード大学名誉教授）
- 近藤正晃ジェームス（ 公益財団法人国際文化会館 理事長/ 世界経済フォーラム第4次産業革命日本センター 代表理事 / Asia Society NY 評議員 / Asia Society Japan Center 代表理事 / Geodesic Capital シニア・アドバイザー）

## 共催団体
- 公益財団法人国際文化会館
- 公益財団法人米日カウンシル（英語: U.S.-Japan Council）